# Super Monkey Ball: Banana Splitz
Super Monkey Ball: Banana Splitz (スーパーモンキーボール 特盛あそビ～タ！?, Super Monkey Ball: Tokumori Asobita!) è un videogioco sviluppato da Marvelous AQL e pubblicato nel 2012 da SEGA per PlayStation Vita.
Nella versione giapponese di Super Monkey Ball: Banana Splitz è presente un livello dedicato alla modella Yukie Kawamura. Il contenuto scaricabile è stato rimosso nella localizzazione per il mercato statunitense.